# Clarence Valley Council
Koordinaten: 29° 41′ S, 152° 56′ O

Clarence Valley Council ist ein lokales Verwaltungsgebiet (LGA) im australischen Bundesstaat New South Wales. Das Gebiet ist 10.428,7 km² groß und hat etwa 54.000 Einwohner.
Clarence Valley liegt an der Nordküste des Staates etwa 620 km nördlich der Metropole Sydney und 320 km südlich von Brisbane. Das Gebiet umfasst 164 Ortsteile und Ortschaften, darunter Alice, Angourie, Brooms Head, Copmanhurst, Coutts Crossing, Diggers Camp, Glenreagh, Grafton, Iluka, Junction Hill, Maclean, Minnie Water, Nymboida, Sandon, Tucabia, Tyndale, Ulmarra, Wooli, Wooloweyah, Woombah und Yamba. Der Verwaltungssitz des Councils befindet sich in der Stadt Grafton im Zentrum der LGA, wo etwa 16.800 Einwohner leben.

## Verwaltung
Der Council von Clarence Valley hat neun Mitglieder, die von den Bewohnern der LGA gewählt werden. Clarence Valley ist nicht in Bezirke untergliedert. Aus dem Kreis der Councillor rekrutiert sich auch der Mayor (Bürgermeister) des Councils.

## Söhne und Töchter des Council
- Brad Drewett (1958–2013), Tennisspieler